# John Hervey (baron)
John Hervey, 2. baron Hervey (ur. 13 października 1696 w Londynie, zm. 5 sierpnia 1743 tamże) – brytyjski arystokrata polityk, pisarz i pamiętnikarz.

## Życiorys
Był najstarszym synem Johna Herveya, 1. hrabiego Bristol, i jego drugiej żony Elizabeth Felton, córki sir Thomasa Feltona, 4. baroneta. Wykształcenie odebrał w Westminster School oraz w Clare College na Uniwersytecie Cambridge. Studia ukończył z tytułem magistra w 1705 r.  W 1716 r. wyjechał do Paryża, a następnie udał się do Hanoweru, na dwór króla Jerzego I. Wkrótce stał się częstym gościem w rezydencji następcy tronu, księcia Walii Jerzego w Richmond.
Po śmierci starszego przyrodniego brata Carra w 1723 r., John został dziedzicem ojcowskich tytułów i otrzymał tytuł grzecznościowy „lorda Hervey”. W 1725 r. został wybrany do Izby Gmin z okręgu Bury St Edmunds. Początkowo wahał się pomiędzy premierem Robertem Walpole’em, a liderem opozycji Williamem Pulteneyem, ale ostatecznie stanął po stronie Walpole’a.
Pulteney oskarżył w 1731 r. Herveya o autorstwo pamfletu Sedition and Defamation display’d, with a Dedication to the patrons of The Craftsman i odpowiedział pisząc A Proper Reply to a late Scurrilous Libel. Między dwoma politykami wybuchła kłótnia, którą rozstrzygnął dopiero pojedynek, z którego Hervey ledwo uszedł z życiem. W 1730 r. został wiceszambelanem Dworu Królewskiego. W 1733 r. Hervey otrzymał w procedurze writ of acceleration jeden tytułów ojca (2. baron Hervey) i zasiadł w Izbie Lordów. W 1739 r. był jednym ze współzałożycieli Foundling Hospital. W 1740 r. został Lordem Tajnej Pieczęci.
Hervey utracił wszystkie stanowiska po upadku Walpole’a w 1742 r. W tym samym roku wydał polityczny pamflet Miscellaneous Thoughts on the present Posture of Foreign and Domestic Affairs. Jego zdrowie jego pogarszało się w tym czasie (był epileptykiem). Zmarł w 1743 r., osiem lat przed swoim ojcem. Był autorem wielu pamfletów (m.in. Verses to the Imitator of Horace z 1732 r., Letter from a nobleman at Hampton Court to a Doctor of Divinity z 1733 r.) oraz pamiętnika w latach 1727–1737, wydanego w 1848 r. pod tytułem Memoirs of the Court of George II.

## Życie prywatne
21 kwietnia 1720 r. poślubił Mary Leppell (26 września 1706 – 2 września 1768), córkę brygadiera-generała Nicholasa Leppella i Mary Brooke, córki Johna Brooke’a. John i Mary mieli razem trzech synów i córkę:
- George William Hervey (3 sierpnia 1721 – 18 marca 1775), 2. hrabia Bristol
- Leppell Hervey (15 kwietnia 1723 – 11 marca 1780), żona Constantine’a Phippa, 1. barona Mulgrave, miała dzieci
- Augustus John Hervey (19 maja 1724 – 23 września 1779), 3. hrabia Bristol
- Frederick Augustus Hervey (1 sierpnia 1730 – 8 lipca 1803), 4. hrabia Bristol

### Orientacja seksualna
Lord Hervey był biseksualistą. Poza małżeństwem miał romans z Anne Vane oraz, prawdopodobnie, z lady Mary Wortley Montagu. Utrzymywał również intymne związki z mężczyznami – z torysowskim politykiem Stephenem Foksem i włoskim filozofem Francesco Algarottim.

## Hervey w kulturze
Postać lorda Herveya pojawia się brytyjskim serialu Aristocrats z 1999 r. W postać lorda wcielił się Anthony Finigan.